# Narost (jezioro)
Narost – jezioro położone wśród wzgórz morenowych w rynnie polodowcowej, na południowy zachód od wsi Narost, na południowo-zachodniej granicy gminy Chojna (zachodni brzeg w części stanowi naturalną granicę gminy), w południowo-zachodniej części województwa zachodniopomorskiego. Wchodzi w skład Pojezierza Myśliborskiego. Jest jeziorem typowo przepływowym. Do jeziora na południowym wschodzie wpływa rzeka Słubia, wypływając w środkowej części jeziora na zachód. Z tej racji jezioro połączone jest z Jeziorem Białęgi i Jeziorem Morzycko. Ponadto zbiornik połączony jest również licznymi ciekami z Jeziorem Jeleńskim i z innymi mniejszymi zbiornikami wodnymi znajdującymi się na wschód od jeziora.
Jezioro z racji znajdowania się w rynnie polodowcowej długie i wąskie z dość licznymi odnogami (szczególnie w części południowej). Oś jeziora biegnie z północy na południe, w południowej części łamiąc się i zmieniając kierunek na południowy wschód. Jezioro posiada zróżnicowaną linię brzegową. Brzeg w części południowej i zachodniej jest łatwo dostępny, suchy i zadrzewiony. W północnej części jeziora znajduje się duża wyspa, a w środkowej części mała kamienna.
Jezioro ma zróżnicowane dno. Już kilka metrów od brzegu głębokość dochodzi do 5 m. W północnej części występuje kilka podwodnych wysp.
Na wschodnim brzegu znajduje się niewielka, trawiasta, niestrzeżona plaża z pomostem oraz liczne działki rekreacyjne do których można dotrzeć kamienną drogą (tzw. kocie łby) z pobliskiej wsi. W sezonie na plaży często rozbijają się namioty.